# Benedettine vallombrosane
Le monache benedettine vallombrosane sono un istituto religioso femminile di diritto pontificio con case autonome.

## Storia

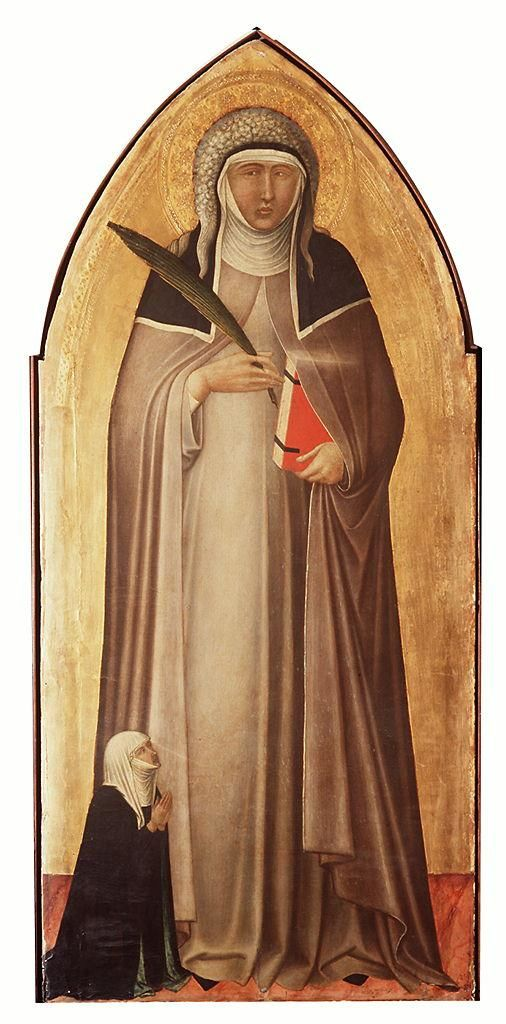
La beata Umiltà dalla pala di Pietro Lorenzetti nella Galleria degli Uffizi

Giovanni Gualberto, iniziatore dei vallombrosani, non si interessò alla fondazione di un ramo femminile del suo istituto, ma un privilegio di papa Anastasio IV del 22 novembre 1153 menziona già l'esistenza di due monasteri femminili vallombrosani: San Carpoforo a Vaprio d'Adda e Santa Maria di Cavriglia in Valdarno.
Tra il Duecento e il Quattrocento furono numerose le recluse che scelsero di vivere murate in celle addossate alle pareti esterne dei monasteri vallombrosani (Umiltà presso Sant'Apollinare in Arcu a Faenza, Taddea dei Soldanieri presso Santa Trinita a Firenze). Per intervento delle autorità ecclesiastiche le recluse passarono dalla vita eremitica a quella cenobitica: Umiltà fondò i monasteri femminili di Santa Maria della Malta a Faenza nel 1266 e di San Giovanni Evangelista a Firenze nel 1282.
Nel Trecento l'abate di San Pietro di Muleggio introdusse l'osservanza vallombrosana nel monastero di Santa Maria di Galilea di Lomello e nel 1394 l'abate di Vallombrosa cedette il terreno per la costruzione del monastero di Santa Verdiana a Firenze.
Per decreto di papa Leone X, nel 1520 sorse a Firenze il monastero dello Spirito Santo sulla Costa San Giorgio e nel 1527 papa Clemente VII fondò un monastero presso la chiesa di Santa Maria del Torlione a Bologna, di cui nominò badessa Barbara Orsi, proveniente dalla comunità di Faenza.
I monasteri femminili in origine furono alle dipendenze dell'abate generale di Vallombrosa, ma a partire dal 1661 iniziarono a passare alle dipendenze dei vescovi locali.

## Attività e diffusione
Le monache vallombrosane sono interamente dedite alla vita contemplativa e osservano la clausura papale: la loro spiritualità è quella benedettina, alimentata dalla liturgia e dalla lectio divina.
La forma dell'abito delle monache vallombrosane nel Trecento è stata tramandata da una dipinto di Pietro Lorenzetti e da una scultura attribuita all'Orcagna che raffigurano santa Umiltà. L'abito era costituito da una veste talare e da un ampio mantello di colore grigio, soggolo sul capo e velo nero; nelle opere d'arte Umiltà indossa sul velo anche il melote, un copricapo di pelle d'agnello. Nella cappella di San Paolo della chiesa vallombrosana di Santa Trinita a Firenze è conservato un pezzo del mantello di santa Umiltà, in tessuto rado e ruvido, tinto al modo di stamigna.
L'abito è stato semplificato e risulta composto da tunica talare con cintura di cuoio, scapolare, soggolo, cuffia e velo. La cocolla è usata come abito corale.
Le comunità vallombrosane presenti in varie località d'Italia (San Gimignano, Faenza, Bagno a Ripoli).
Alla fine del 2015 le vallombrosane contavano 5 monasteri e 31 religiose.